# Стари Рас
Рас пренасочва насам.  За етиопската титла вижте Рас (титла).
Стари Рас (на сръбски: Стари Рас или Stari Ras), или само Рас, е средновековен град-крепост в Сърбия.
През Късното средновековие извън крепостните стени на Рас се развива пазарният център Старо Търговище (Старо Трговиште; също Пазарище), заменен през Османската епоха от разположения на изток днешен град Нови пазар.
Заедно с други средновековни обекти в района е включен под името Стари Рас и Сопочани в списъка на световното културно наследство на ЮНЕСКО през 1979 г. Всички обекти се намират в община Град Нови пазар, Рашки окръг.

## История на града
През IX век Рас вероятно за известно време е под български контрол. Крепостта е свързана с нападение, при което от обитаващите на запад от крепостта протосръбски племена е пленен младият Владимир-Расате, a първенците им посрещат отвъд границата в Достиника суверена на изключително мощната тогава Българска държава Св. Цар Борис I, сключват „вечен мир“, поднасят дарове и изпращат владетеля с придружаващите го именно до българската гранична крепост Рас и с това е устновена автономия и васалитет на тези племена, като получените дарове имат смисъл на данък („пактон“) и признаване на политическата зависимост на сръбските князе от България,  което потвърждава и източника за събитията Константин Багрянородни който първо пише по византийски, че сърбите били победили, но след това признава, че сръбските принцове ca отведени заложници в българската столица Плиска.
Тук е храмът Петрова църква постоен в ХI век по времето на българското управление, наблизо е открит Темнишкия надпис от времето на Цар Самуил, един от най-старите надписи на кирилица и паметници на старобългарската писменост.
Градът е център на епархия на Охридската архиепископия, в състава на която остава до началото на XIII век Околната област Дендра е в диоцеза на българската архиепископия с епископ в Рас, когото ръкополага българският архиепископ.
Най-старата известна постройка във външното предградие Търговище е църква от втората половина на XII век. В средата на XIV век Търговище започва да процъфтява заради  разработването от сасите на близкия рудник Глухавица, с чиято метална продукция търгуват дубровнишките търговци. От XV век датират повечето останки от каменни постройки. С основаването на Нови пазар през 1461 г. Старо Търговище постепенно запада, а със закриването на рудника Глухавица в края на XVII век и съвсем замира.

## Комплекс от обекти
Културно-историческият комплекс включва следните обекти:
- Стари Рас (на 10 км западно от гр. Нови пазар) – бивш укрепен град, сега в развалини;
- Петрова църква (в източната част на гр. Нови пазар) – бивша съборна църква на Рашка (Раска) епархия на Охридската българска архиепископия;
- манастир с църква „Стълбове на Свети Георги“, познат като „Джурджеви ступови“ (на 2 км северно от Нови пазар) – издигнат за ознаменуване на въздигането на Стефан Неманя начело на т.нар. Велико жупанство Рашка;
- манастир Сопочани (на 3 км югозападно от Стари Рас) – издигнат от крал Стефан Урош I през 1260 г., който се титулува също дук на България и крал на България (или rex Bulgarorum и dux Bulgarorum)[6].

Член от т. нар. Душанов законник – най-значимия законодателен акт в средновековната българска държава и право, гласи:
| „ | Сербова събора да нҍсть. Кто ли се обрҍте съборъникъ, да му се уши урежу и да се осмуди поводъчіе. | “ |